# Colonel Brandon
Pour les articles homonymes, voir Brandon.
Le colonel Brandon  est un personnage de fiction du roman Raison et Sentiments (Sense and Sensibility) de la femme de lettres anglaise Jane Austen, paru en 1811. Propriétaire du domaine de Delaford, cet homme taciturne et secret rencontre pour la première fois les demoiselles Dashwood au cours d'une visite chez son ami, Sir John Middleton, et tombe amoureux de la jeune et impulsive Marianne, qui lui préfère le beau John Willoughby, mais les circonstances, et sa fidélité, l'aideront à vaincre les obstacles et trouver le bonheur.

## Genèse
Comme La Luc, la bienveillante figure paternelle du pasteur savoyard de The Romance of the Forest (1791) d'Ann Radcliffe, il a un esprit pénétrant, une grande expérience du monde et beaucoup d'empathie et de compassion. Comme Mr Dudley dans A Gossip Story (1797) de Jane West, il possède à un degré éminent les qualités de l'esprit et du cœur, et sait maîtriser ses sentiments, mais a connu une folle passion romantique dans sa jeunesse.

## Biographie
Jane Austen fait naître le colonel Brandon à Delaford, dans le Dorset, dans la deuxième moitié du XVIIIe siècle (entre 1760 et 1763). Son père meurt lorsqu'il a seize ans alors qu'il a déjà rejoint l'armée britannique aux Indes orientales. Son frère aîné meurt aussi dix ans plus tard, le rendant désormais maître du domaine de Delaford, puisqu'il ne lui reste, comme famille, qu'une sœur, mariée au propriétaire de Whitwell, un domaine voisin, mais qui vit en France, en Avignon, et des cousins (dont une cousine portant le prénom de Fanny). Il est le meilleur ami de Sir John Middleton (un parent éloigné de Mrs Dashwood) dont il a fait la connaissance du temps de son service dans l'armée des Indes.
C'est, au début du roman, un homme âgé de 35 ans, taciturne et grave, de belle apparence même si son visage est sans beauté. Pour qui le fréquente, il donne l'impression d'être raisonnable et parfaitement bien élevé. Sir John affirme qu'il est le meilleur homme au monde et Elinor Dashwood pense qu'il a bon cœur. Marianne apprécie qu'il goûte la musique, mais le trouve trop vieux pour tomber amoureux. D'ailleurs, malgré sa réputation sans tache et sa bonté d'âme, les mauvaises langues, dont le séducteur John Willoughby, ne se gênent pas pour souligner son insignifiance apparente, affirmant qu'« il est le type d'homme […] dont tout le monde dit du bien, mais dont personne ne se soucie » (« the kind of man [...] whom every body speaks well of, and nobody cares about »), mais seulement en son absence.
Il a connu dans sa jeunesse un échec amoureux très douloureux, dont son père est le premier responsable. Il aimait Eliza, une cousine orpheline pupille de son père, et alors qu'ils étaient très jeunes, envisagea de s'enfuir avec elle en Écosse, afin de l'épouser. Mais ses projets furent éventés et il fut éloigné. Comme elle était riche et le domaine en difficulté, c'est son frère aîné qu'elle dut épouser, et ce fut un mariage malheureux. Le cœur meurtri, Brandon ne s'est jamais marié. Mais quand il rencontre Miss Marianne qui ressemble tant à la femme qu'il a aimée quatorze ans plus tôt, il en tombe éperdument amoureux. Malgré son inclination pour la jeune fille de 17 ans, et son secret espoir de voir ses sentiments partagés, Brandon ne cherche pas réellement à la séduire, conscient d'être trop âgé et trop sombre pour elle qui est la joie de vivre même. C'est avec regret, et pour le bonheur de Marianne qu'il laisse le champ libre à Willoughby, ce qui le rend plus mélancolique et malheureux que jamais, car il connaît le passé du jeune homme.
Cependant, même si les circonstances paraissent s'acharner contre lui, Brandon finit par triompher de Willoughby. Marianne, lors d'un bal à Londres, découvre la trahison de ce dernier et le colonel, se faisant son champion, provoque Willoughby en duel. Toutefois, les fantômes du passé hantent à nouveau le colonel lorsqu'elle prend froid et tombe gravement malade, tellement malheureuse d'avoir été abandonnée par l'homme qu'elle aimait, qu'elle est d'abord résolue à mourir. Grâce aux soins de sa sœur Elinor, mais aussi à sa force de caractère et sa lucidité, elle survit à son désespoir et après un sérieux examen de conscience sur son comportement pendant sa relation avec Willoughby, elle se laisse toucher par la cour discrète du colonel Brandon, lui offrant tout d'abord son amitié, puis, peu de temps après le mariage de sa sœur, son cœur, car « elle ne pouvait rien faire à moitié ».
« Colonel Brandon was now as happy, as all those who best loved him, believed he deserved to be;— in Marianne he was consoled for every past affliction; — her regard and her society restored his mind to animation, and his spirits to cheerfulness. »
« Le colonel Brandon était maintenant aussi heureux qu'il le méritait, de l'avis de ses meilleurs amis, Marianne le consolant de toutes ses afflictions passées ; grâce à ses attentions et sa compagnie il retrouva de la vivacité et une humeur gaie […]. »

## De l'écrit à l'écran
- Le colonel Christopher (prénom inventé par Emma Thompson) Brandon est interprété par Alan Rickman dans le film de 1995, réalisé par Ang Lee.
- David Morrissey interprète Brandon dans la version télévisée 2008, Raison et Sentiments réalisée par John Alexander pour la BBC.